# 謙信景光
謙信景光（けんしんかげみつ）は、鎌倉時代に作られたとされる日本刀（短刀）である。日本の国宝に指定されており、埼玉県さいたま市大宮区の埼玉県立歴史と民俗の博物館が所蔵している。

## 概要
鎌倉時代の刀工・長船長光の子とされる長船景光により作られた刀である。長船景光は、備前国長船派の開祖として知られる長船光忠から3代目にあたる刀工であり、父・長光が生み出した刃文である”片落ち互の目”をより洗練させて完成させた名手として知られる。謙信景光はよくつんだ地鉄に片落ち互の目の刃文を焼いた景光の代表作とされている。
謙信景光という名前の由来は、上杉謙信の差料であったことからきている。上杉家の腰物台帳では乾第十二号として所載されており「謙信公御差料乾十一号一文字ノ御刀ト御揃」と所載されていることから、謙信が常に用いていた「乾十一号一文字ノ御刀」こと姫鶴一文字の指添として用いられていたものとされる。
刀身に「秩父大菩薩」の5文字が彫られているが、本作同様に「秩父大菩薩」の文字を彫った太刀も作刀されており、現在は皇室御物として現存している。同太刀には長文の銘があり、1325年（正中2年）の年紀とともに、武蔵国秩父郡出身の武士である大河原時基と、その父とされる大河原入道沙弥蔵蓮が、移住先の播磨国宍粟郡三方西（現・兵庫県宍粟市）の地において、景光・景政の兄弟に作刀させた旨が記されている。同太刀の銘にある正中2年は、本作が作られた1323年（元亨3年）の2年後にあたるため、本作も大河原時基の注文によって景光が播磨の地で鍛刀したものとみられる。本作は元々は同太刀と同じ時期に武蔵国（現・埼玉県）の秩父神社に奉納されたものと考えられている。また、刀剣研究者である佐藤寒山は、著書『武将と名刀』にて太刀と比べて奉納銘が無いことから、時基の腰刀に故郷の秩父大菩薩の加護ぞあらんと本尊にするため彫り込んだ可能性もあると指摘している。
1952年（昭和27年）7月19日に重要文化財に指定され、次いで1956年（昭和31年）6月28日に国宝に指定された。指定名称は「短刀 銘備州長船住景光 元亨三年三月日 附 小サ刀拵」である。埼玉県が所有し、2000年時点では埼玉県立博物館の保管だったが、同博物館の改組後は後継施設である埼玉県立歴史と民俗の博物館（埼玉県さいたま市大宮区）が所蔵している。

## 作風

### 刀身
刃長（はちょう、切先と棟区の直線距離）は28.3センチメートル、反りは0.2センチメートル弱、元幅は2.73センチメートル。造込（つくりこみ）は平造、庵棟（いおりむね、断面が三角形に見える棟）。刀身は幅やや広く、ふくら枯れる（切先部分の形状が張らず、先細りになっている）。わずかに反り（切先と棟区を結ぶ直線から棟へ引いた垂線の最大長）があるが、景光の作刀としては反りがあるのは珍しいとされる。彫物は指表（さしおもて）に「秩父大菩薩」の神号5文字、指裏（さしうら）は梵字「キリーク」がそれぞれ彫られている。
鍛えは、小板目（こいため、板材の表面のような文様のうち細かく詰まったもの）よくつみ、地沸（じにえ、平地＜ひらじ＞の部分に鋼の粒子が銀砂をまいたように細かくきらきらと輝いて見えるもの）つき、棒映り（地に鎺＜はばき＞元から上へ向かって白く棒状にあらわれる映り）立つ。
刃文（はもん）は、景光の得意とした片落ち互の目（ぐのめ）を主体として小乱交じり、小足・葉（よう）よく入り冴える。匂口は締まりごごろに小沸つく
。帽子（切先部分の刃文、「鋩子」とも書く）は乱れ込んで返る。
茎（なかご、柄に収まる手に持つ部分）は生ぶで振袖形。茎尻（なかごじり）は栗尻（くりじり、栗の様にカーブがかっていること）である。目釘孔は2つ。鑢目は勝手下がり。銘は指表に「備州長船住景光」、裏に「元亨三年三月日」と切る。

### 外装
外装は黒漆小さ刀拵（くろうるしちいさがたなこしらえ）で、謙信の時代（室町時代後期）の作とみられる。柄（つか、日本刀の持ち手の部分）は中ほどがくびれた立鼓形（りゅうごがた）、黒鮫着せ。鞘は黒漆塗。鐔は小型の喰出鐔（はみだしつば）で、赤銅魚々子地（しゃくどうななこじ）に秋草を高彫色絵で表す。通常の短刀拵では小柄（こづか、刀に付属する小刀）、笄（こうがい、結髪用具）が付属しているのが一般的であるが、本作には表裏に2点小柄があり、表の小柄は鐔と同作とされており仕立ては菊秋草図、裏の小柄は銀の波文地に金の枝菊の高彫色絵とする。柄巻と下緒（さげお）は後補である。この拵は謙信没後の慶長年間に上杉家によって手を加えられた形跡が残っている。